# Plaza Mayor Francisco de Arteaga
La Plaza Mayor Francisco de Arteaga, más conocida como "Rotonda del Ala", es un espacio verde de la ciudad de Córdoba (Argentina).

## Ubicación
Esta plaza se encuentra en el inicio de la Avenida Fuerza Aérea Argentina, la cual es continuación de la Avenida Julio A. Roca que desemboca en la misma. 
En el centro de la rotonda se halla un gran monumento que emula el ala de un avión elevándose hacia el cielo, de allí el nombre con el que se la conoce popularmente. Este espacio verde homenajea el desarrollo de la Fábrica Argentina de Aviones y el papel que la misma tuvo en el desarrollo de la industria metalmecánica de la provincia de Córdoba.
En la parte norte hay una gruta con una Virgen donde los creyentes le llevan flores. Sirve de punto de referencia y de lugar de encuentro.

## Toponimia
Oficialmente lleva el nombre de "Mayor Francisco de Arteaga", en honor a quien concretó la fundación de la Fábrica de Aviones ubicada en la ciudad de Córdoba, al final de la Avenida Fuerza Aérea Argentina.